# Liste der osttimoresischen Botschafter in Portugal

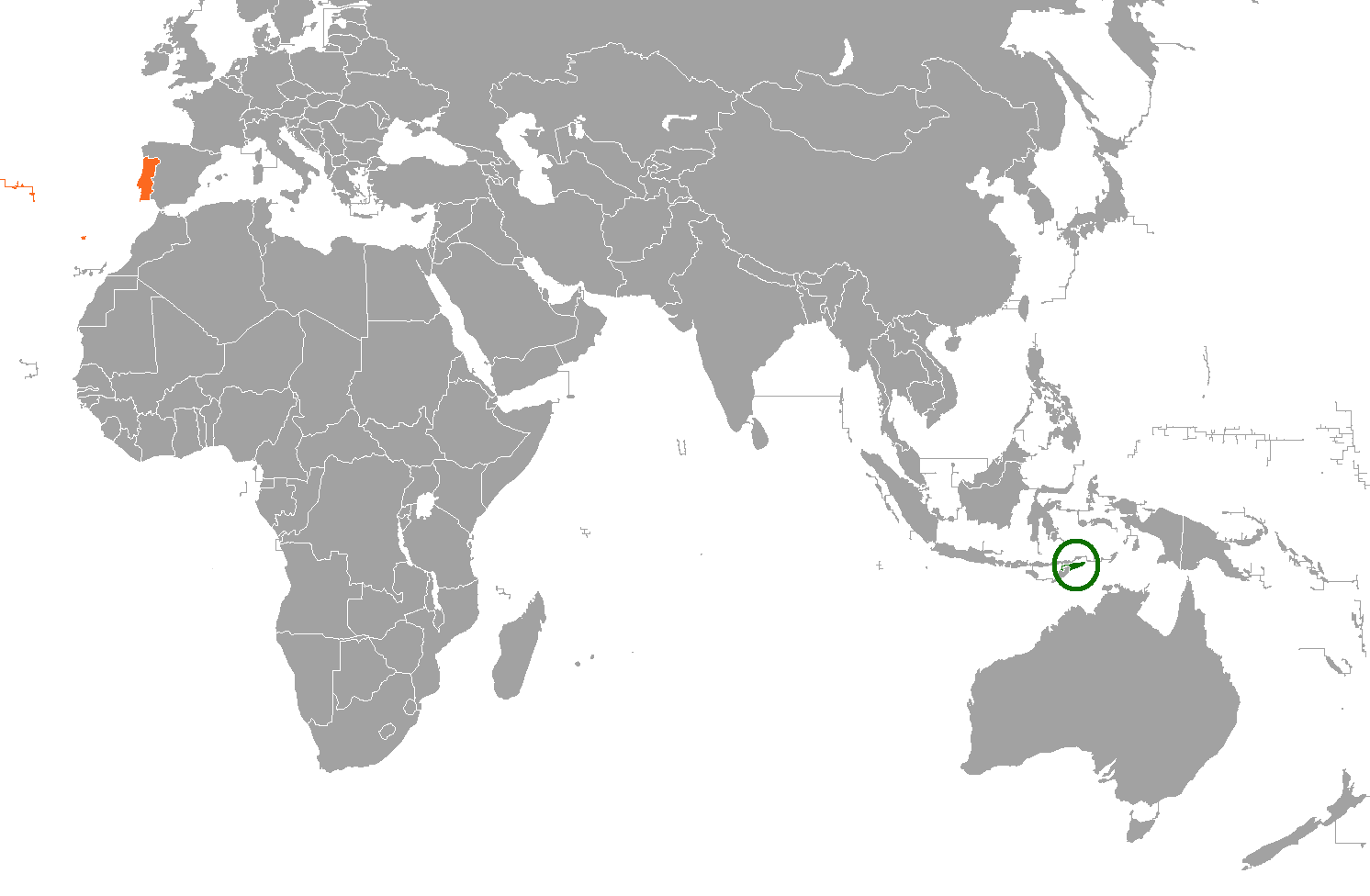
Portugal (orange) und Osttimor (grün)

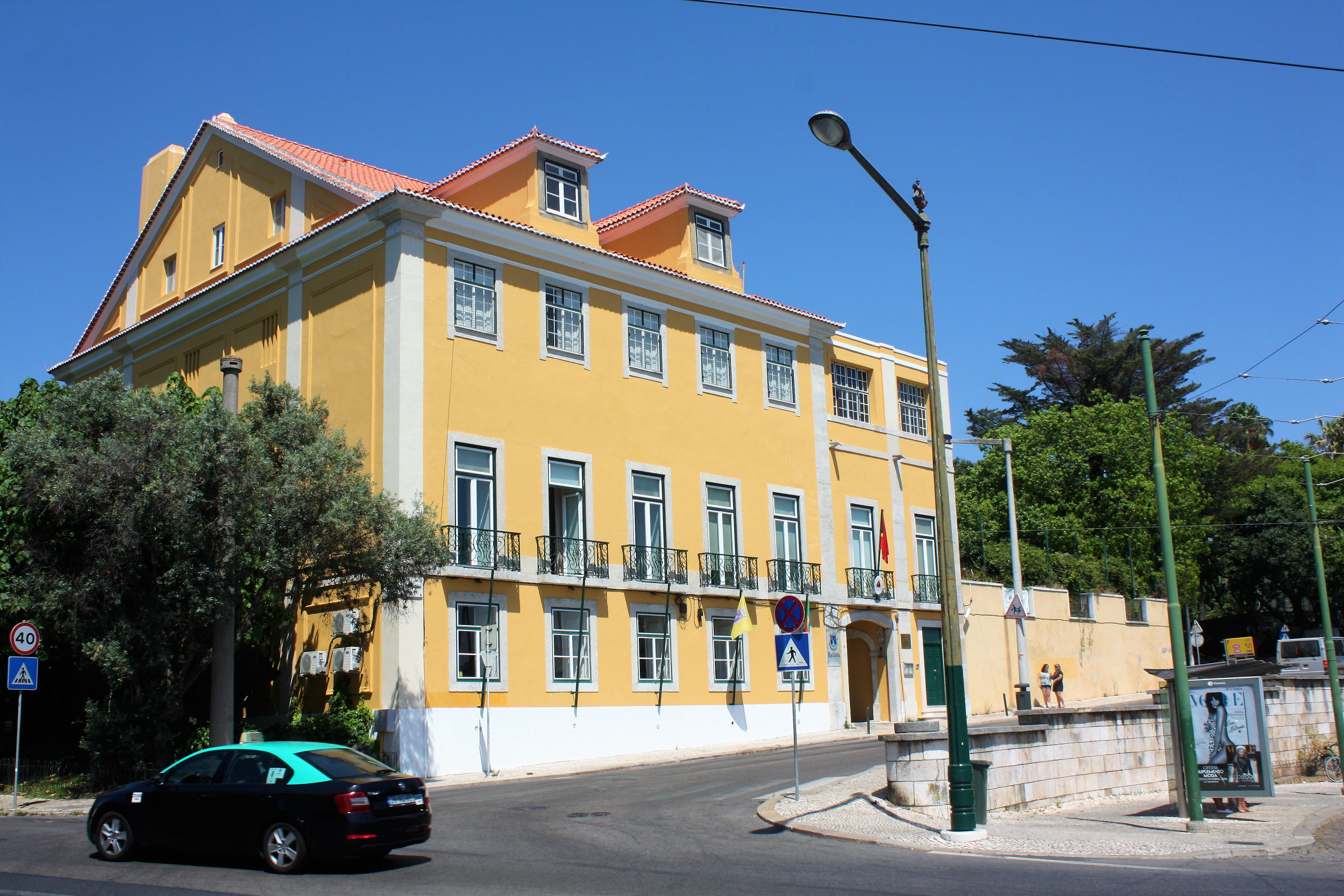
Botschaft Osttimors in Portugal

Diese Liste führt die osttimoresischen Botschafter in Portugal auf.

## Hintergrund
Die Portugiesen waren die ersten Europäer, die die Insel Timor 1512 entdeckten. Die erste Anlandung fand am 18. August 1515 statt. 1556 gründeten sie mit Lifau ihre erste Siedlung. Hier hatte ab 1702 auch der Gouverneur der Kolonie Portugiesisch-Timor seinen Sitz. Dieser wurde 1769 nach Dili verlegt. Nach der Nelkenrevolution 1974 sollte die Kolonie auf die Unabhängigkeit vorbereitet werden, doch 1975 kam es zu einem kurzen Bürgerkrieg zwischen den osttimoresischen Parteien. Portugals letzter Gouverneur Mário Lemos Pires zog sich auf die Insel Atauro zurück, während die FRETILIN aufgrund des Drucks der indonesischen Besetzung der Grenzgebiete einseitig am 28. November die Unabhängigkeit ausrief. Ab dem 7. Dezember begann die offene Invasion und Besetzung Osttimors durch Indonesien. Die portugiesische Verwaltung wurde tags darauf von einem portugiesischen Kriegsschiff von Atauro evakuiert. International galt Osttimor als „portugiesisches Territorium unter indonesischer Verwaltung“, während sich Portugal für seine ehemalige Kolonie einsetzte. Schließlich wurde durch Verhandlungen zwischen Portugal, Indonesien und den Vereinten Nationen 1999 ein Referendum in Osttimor durchgeführt, das die Unabhängigkeit als Ergebnis hatte. Nach drei Jahren Übergangsverwaltung der Vereinten Nationen wurde Osttimor 2002 endgültig in die Unabhängigkeit entlassen. Portugal stellte mehrmals Polizisten, Soldaten und anderes Personal für die verschiedenen UN-Missionen. Beide Staaten sind Mitglied der Gemeinschaft der Portugiesischsprachigen Länder (CPLP).
Die Botschaft Osttimors befindet sich am Largo dos Jerónimos, n.° 3, 1400-219 Lissabon. Sie war weltweit die erste Botschaft, die das unabhängige Osttimor eröffnete.
| Foto | Name                        | Amtszeit                               | Anmerkungen                                                                                            |
| ---- | --------------------------- | -------------------------------------- | --- |
|      | Pascoela Barreto            | 5. Juli 2002 – Dezember 2005           | Erste Botschafterin Osttimors weltweit                                                                 |
|      | Manuel Abrantes             | 2006–2009                              | |
|      | Natália Carrascalão Antunes | 24. September 2009 – 31. Dezember 2013 | Ernennung am 3. Juli 2009. Zuständig auch für Spanien und Kap Verde (Akkreditierung 18. November 2009) |
|      | Maria da Paixão da Costa    | 2014–2020                              | ab 24. Februar 2014; zuständig auch für Spanien und Kap Verde (ab 21. März 2015)                       |
|      | Isabel Amaral Guterres      | ab 2020                                | Dienstantritt: 28. Januar 2020; zuständig auch für CPLP und Kap Verde                                  |